# Papa Clemente XII
Clemente XII (em latim: Clemens XII), nascido Lorenzo Corsini; (Florença, 7 de abril de 1652 — Roma, 6 de fevereiro de 1740) foi o Papa da Igreja Católica e Soberano dos Estados Papais de 12 de julho de 1730 até a data de sua morte.

## Início da vida
Lorenzo Corsini nasceu em Florença em 1652 como filho de Bartolomeo Corsini, marquês de Casigliano e sua esposa Elisabetta Strozzi, irmã do duque de Bagnuolo. Seus pais pertenciam à antiga nobreza florentina. Ele era um parente distante de Santo André Corsini.
Corsini estudou no Colégio Jesuíta Romano de Roma e também na Universidade de Pisa, onde obteve doutorado em direito civil e direito canônico.

## Carreira

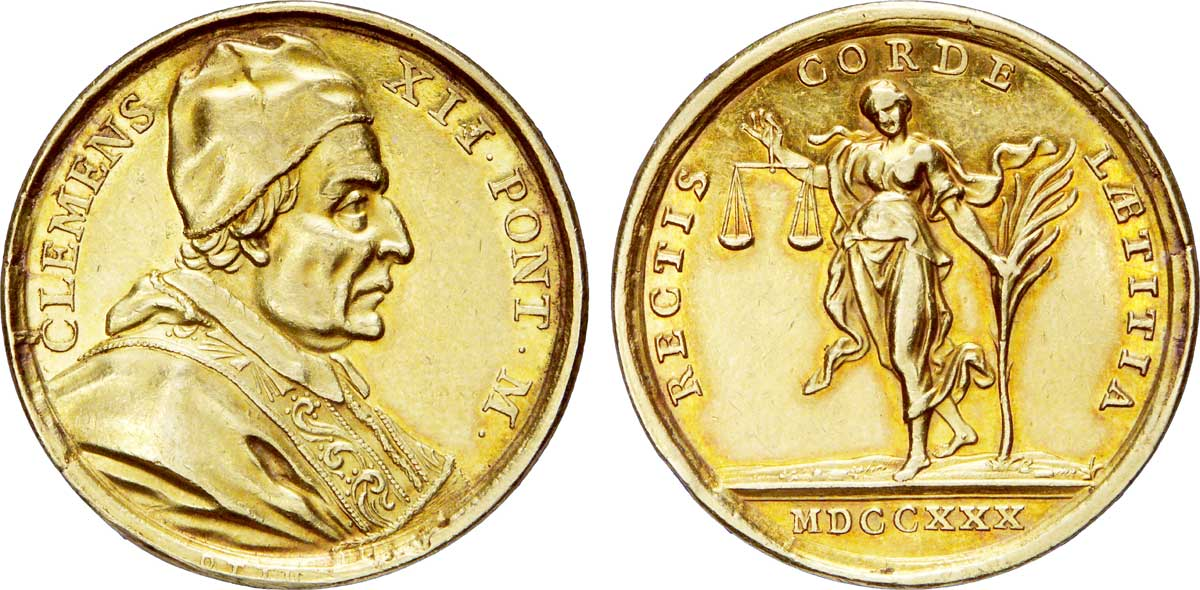
Clemente XII, 1730

Corsini praticou direito sob a direção competente de seu tio, o cardeal Neri Corsini. Após a morte de seu tio e seu pai, em 1685, Corsini, agora com 33 anos, teria se tornado chefe dos Corsini. Em vez disso, renunciou ao seu direito de primogenitura e, do Papa Inocêncio XI (1676-1689), adquiriu, de acordo com o costume da época, por 30 mil escudos, uma posição de nível preliminar e dedicou sua riqueza e lazer à ampliação da biblioteca legada para ele por seu tio. A casa de Corsini na Piazza Novona era o centro da vida acadêmica e artística de Roma.
Em 1690, ele foi nomeado arcebispo titular da Nicomedia e escolhido núncio em Viena. Ele não foi à corte imperial, porque Leopoldo I, o Sacro Imperador Romano, sustentava que tinha o direito de selecionar o núncio de uma lista de três nomes fornecidos pelo papa.
Em 1696, Corsini foi nomeado tesoureiro-geral e governador do Castel Sant'Angelo. Sua boa fortuna aumentou durante o pontificado do Papa Clemente XI (1700–1721), que empregou seus talentos como cortesão e o nomeou cardeal-sacerdote de Santa Susana em 17 de maio de 1706, mantendo seus serviços como tesoureiro papal.
Ele avançou ainda mais sob o Papa Bento XIII (1724-1730), que o tornou prefeito da Supremo Tribunal da Assinatura Apostólica, um ramo judicial da Cúria Romana. Ele foi sucessivamente nomeado cardeal-sacerdote de São Pedro Acorrentado e cardeal-bispo de Frascati.

## Pontificado

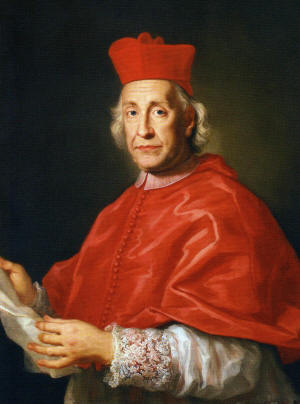
Cardeal Lorenzo Corsini

### Eleição Papal
Sob Bento XIII, as finanças dos Estados papais foram entregues às mãos do cardeal Niccolò Coscia e de outros membros da cúria, que haviam esgotado os recursos financeiros da Sé. Bento morreu em 1730 e, no conclave que se seguiu à sua morte, depois de deliberar por quatro meses, o Colégio dos Cardeais selecionou Corsini, 78 anos e com falta de visão, que ocupava todos os importantes cargos da Cúria Romana. Clemente XII foi um dos homens mais velhos a ser eleito papa.
Como Corsini, com sua mãe Strozzi, o novo papa representava uma família no mais alto nível da sociedade florentina, com um cardeal em todas as gerações nos cem anos anteriores.

### Finanças
Seus primeiros movimentos como Papa Clemente XII foram restaurar as finanças papais. Ele exigiu a restituição dos ministros que abusaram da confiança de seu antecessor. O principal culpado, o cardeal Niccolò Coscia, foi pesadamente multado e condenado a dez anos de prisão. As finanças papais também foram melhoradas com o reavivamento da loteria pública, que havia sido reprimida pela severa moralidade de Bento XIII. Logo, despejou no tesouro de Clemente XII uma quantia anual de quase meio milhão de escudos, permitindo-lhe empreender os extensos programas de construção dos quais ele é lembrado principalmente, mas que ele nunca foi capaz de ver.

### Arte e arquitetura
Um concurso para a majestosa fachada do Arquibasílica de São João de Latrão foi vencido pelo arquiteto Alessandro Galilei. A fachada que ele projetou é talvez mais palaciana do que eclesiástica, e foi concluída em 1735. Clemente XII ergueu naquela basílica antiga uma magnífica capela dedicada a seu parente do século XIV, Santo André Corsini. Ele restaurou o Arco de Constantino e construiu o palácio governamental da Consulta no Quirinal. Ele comprou do cardeal Alessandro Albani por 60 mil escudos uma famosa coleção de estátuas, inscrições etc. e a adicionou à galeria do Capitólio. Ele pavimentou as ruas de Roma e as estradas que conduziam à cidade e ampliou o Corso. Ele começou o triunfante Barroco Fontana di Trevi, um dos ornamentos notáveis de Roma. Sob seu reinado, um porto foi construído em Ancona, com uma estrada que dava fácil acesso ao interior. Ele drenou os pântanos da malária do Chiana perto do Lago Trasimeno.

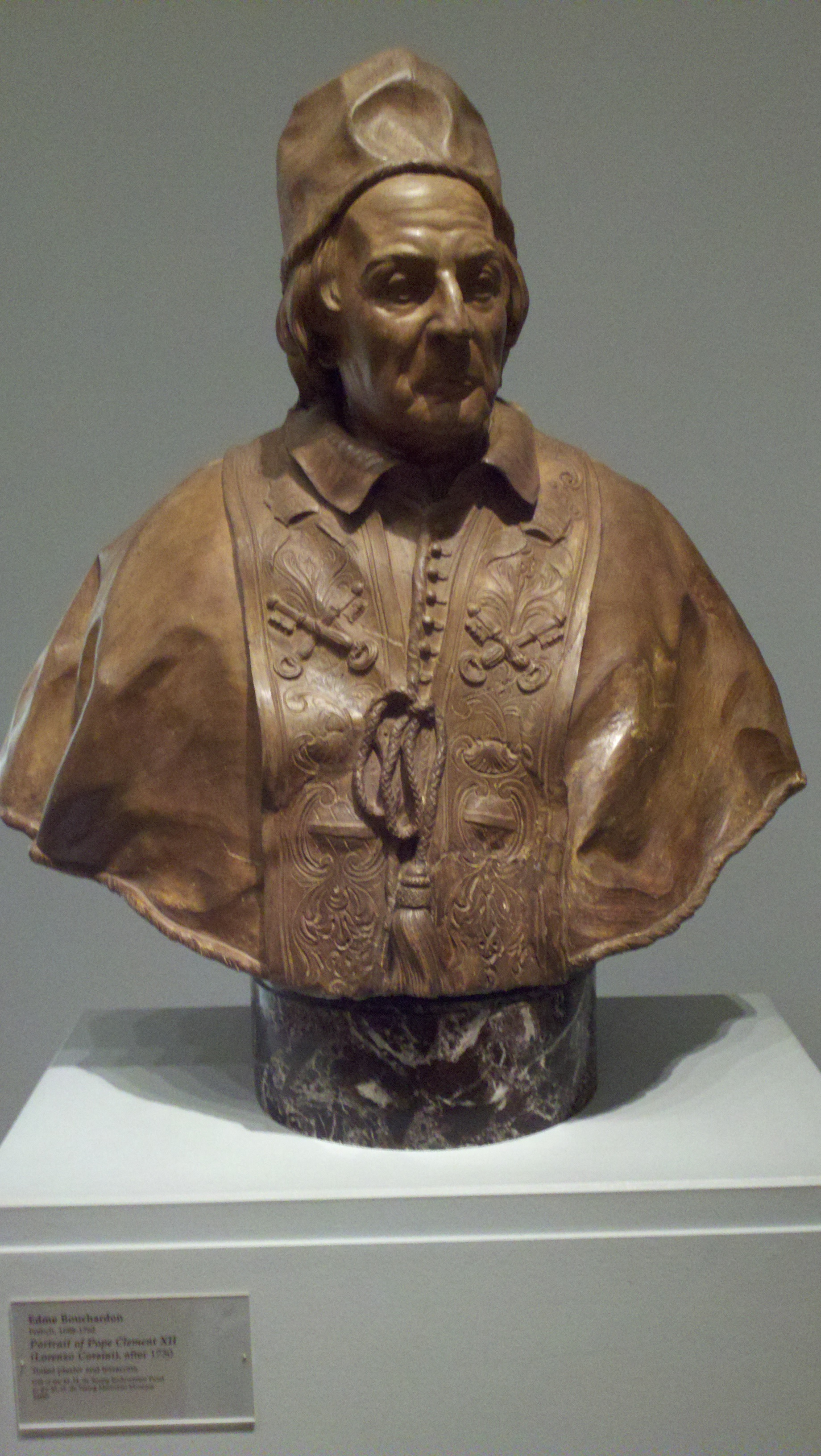
Busto do Papa Clemente XII por Edme Bouchardon

### Política externa
Politicamente, no entanto, este não foi um papado de sucesso entre as potências seculares da Europa. Quando a tentativa das forças papais de dominar a antiga República independente de San Marinho fracassou, Clemente XII negou a ação arbitrária de seu legado, cardeal Giulio Alberoni, na tomada de São Marino, e restaurou sua independência. Ele também foi rejeitado nas reivindicações papais sobre os ducados de Parma e Piacenza.
Em agosto de 1730, ele autorizou Vítor Amadeu II da Sardenha a realizar um casamento morganático com Anna Canalis di Cumiana. Victor Amadeus II posteriormente abdicou de seu trono, causando grande agitação em Savoy.

### Atividades eclesiais
Em assuntos eclesiásticos, ele emitiu In eminenti apostolatus, o primeiro decreto papal contra os maçons em 28 de abril de 1738. Canonizou São Vicente de Paulo e prosseguiu com vigor contra os jansenistas franceses. Ele fez campanha pela reunião das igrejas romana e ortodoxa, recebeu o patriarca da igreja copta e persuadiu o patriarca armênio a remover o anátema contra o Concílio de Calcedónia e o Papa Leão I (440–461). Ele enviou Joseph Simeon Assemaniao Oriente com o duplo objetivo de continuar sua busca por manuscritos e presidir como legado de um conselho nacional de maronitas.
Embora ele fosse cego e obrigado a se deitar, de onde dava audiências e negócios de Estado, cercou-se de oficiais capazes, muitos deles parentes de Corsini, mas pouco fez por sua família, exceto para comprar e ampliar a propriedade. palácio construído em Trastevere para o Riarii, e agora conhecido como o Palazzo Corsini (a sede da Regia Accademia dei Lincei ). Em 1754, seu sobrinho, o cardeal Neri Corsini, fundou ali a famosa Biblioteca Corsini.

### Consistórios
Clemente XII criou 35 cardeais em quinze consistórios mantidos ao longo de seu pontificado. O primeiro indivíduo que ele criou no cardeal foi seu sobrinho Neri Maria Corsini, enquanto ele também elevou seu futuro sucessor, Carlo della Torre di Rezzonico (Papa Clemente XIII), ao cardinalado.

### Canonizações e beatificações
O papa nomeou cinco novos santos durante seu reinado, sendo o mais notável Vicente de Paulo. Ele também beatificou outros oito, incluindo seu antecessor, o Papa Bento XI.

## Morte e enterro
Clemente XII morreu em 6 de fevereiro de 1740 às 09h30 devido a complicações da gota. Seus restos mortais foram transferidos para sua tumba na Arquibasílica de São João de Latrão em 20 de julho de 1742. A tumba do Papa Clemente XII está na Capella Corsini da Arquibasílica de São João de Latrão e foi completada pelos escultores Maini e Monaldi. Seu busto foi completado por Filippo della Valle.

## Ordenações[4]

### Ordenações episcopais
Foi o principal sagrante dos seguintes bispos:
- Antonio Antonelli † (1709)
- Luigi Maria Strozzi † (1716)
- Nicolò Drasich † (1716)
- Idelfonso Manara, B. † (1716)
- Filippo Tipaldi † (1717)
- Domenico Votta † (1718)
- Giovanni Saverio Lioni † (1718)
- Giuseppe Falconio † (1718)
- Gennaro Scalea † (1718)
- Domenico Galisi † (1718)
- Nicola Terzago † (1718)
- Giuseppe Grisconi, Sch. P. † (1718)
- Antonio Paternò † (1719)
- Nicolas Pisanelli, C.R. † (1719)
- Giuseppe Riganti † (1719)
- Domenico de Marzano † (1719)
- Eusebio Ciani, O.S.B. † (1719)
- Antonio Carrara † (1721)
- Francesco Maria Loyero † (1721)
- Giuseppe Galliani † (1721)
- Ettore Quarti † (1721)
- Giuseppe Maria Martelli † (1722)
- Pierluigi del Mayo † (1722)
- Pietro Savastani, O.F.M. † (1722)
- Vincent Antoine Alamanni Nasi † (1723)
- Pietro Agostino Scorza † (1724)
- Pietro Maria Suárez † (1724)
- Giovanni Antonio Guadagni, O.C.D. † (1724)
- Luigi Gherardi † (1726)
- Antonio Maria Vantini † (1727)
- Ambrose O’Callaghan, O.F.M. † (1729)

E foi consagrante de:
- Giuseppe Migliaccio † (1693)
- Nicolò Acciaioli † (1693)
- Nicolò Caracciolo † (1700)
- Fulvio Astalli † (1714)